# Michael Taylor (écrivain)
 (octobre 2013).
Si vous disposez d'ouvrages ou d'articles de référence ou si vous connaissez des sites web de qualité traitant du thème abordé ici, merci de compléter l'article en donnant les références utiles à sa vérifiabilité et en les liant à la section « Notes et références ».
Pour les articles homonymes, voir Michael Taylor et Taylor.
Michael Taylor, né en 1944 à Washington, est un poète, essayiste et traducteur de nationalité américaine.

## Biographie
Michael Taylor fait ses études au Dartmouth College dans le New Hampshire, où il obtient une bourse de poésie de la National Endowment of the Arts (Ministère de la culture), puis à Berkeley en Californie.
Ses recherches sur Victor Segalen et son œuvre poétique, qui font l’objet d’une thèse de doctorat en 1978, amènent Taylor en France, où il a passé une partie de son enfance. Il établit le texte du poème « épique » de Segalen, Thibet, laissé inachevé à la mort de ce dernier (Mercure de France, 1979), rédige une biographie du poète voyageur (Vent des Royaumes, Éditions Seghers, 1983) et traduit Stèles en Anglais (Lapis Press, 1987).
Taylor se fixe à Paris et travaille dans le domaine de la traduction et de l’édition. Spécialisé dans des ouvrages sur les beaux-arts, il est le traducteur ou le co-traducteur de nombreux ouvrages, dont le Matisse de Pierre Schneider, les archives Matisse/Père Couturier, Le Collage de Florian Rodari, les catalogues raisonnés de Vuillard et de Pissarro, et, dernièrement le monumental Kazimir Malewicz d’Andreï Nakov.
Parallèlement à ces travaux, Taylor continue à traduire de la poésie, notamment les Odes d’Horace et un long texte de Pierre Guyotat (Wanted Woman, 1996).
Directeur de collection à l’Office du Livre à Fribourg dans les années quatre-vingt, il travaille ensuite aux Éditions Maren Sell à Paris, puis chez Calmann-Lévy, où, après le départ de Maren Sell, il dirige la « Petite Bibliothèque Européenne », collection prestigieuse qui compte parmi ses auteurs deux Prix Nobel (Georges Seferis et Herta Müller) et de nombreux écrivains majeurs du XXe siècle tels que Rainer Maria Rilke, Bohumil Hrabal, Natalia Ginzburg, Hugo Claus, Hermann Hesse, Zbigniew Herbert...
De 1998 à 2008, il enseigne à l'École Parsons à Paris.
Installé en Dordogne depuis 1998, en bordure du causse de Savignac, Taylor revient à l’écriture avec deux essais littéraires sur Rembrandt et Vermeer (parus en français chez Biro éditeur en 2007 et 2011). Il rencontre le poète américain William S. Merwin en 2006 lors d’un des séjours en France de ce dernier, et se lie d’amitié avec lui. L’Appel du Causse (Éditions Fanlac, 2013), un choix de textes de Merwin inspirés par les paysages et les habitants du Haut-Quercy et précédé d’un essai par Michael Taylor, en est le témoignage.

### Ouvrages et textes originaux, traductions en vers

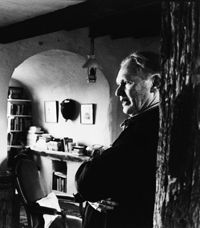

- (en) Three Fish, The Greenwood Press, San Francisco 1967 (poèmes)
- (en) At Hand, The Greenwood Press, San Francisco 1973 (poèmes)
- (en) Poetry and Typography, The Greenwood Press, San Francisco 1974 (essai)
- (en) Mind, Tongue, and Hand, The Cowell Press, Santa Cruz, Californie 1975 (essai)
- (en) The Complete Poetry of Victor Segalen. A Critical Edition in English, Ann Arbor 1978 (thèse de doctorat)
- Victor Segalen, Thibet, texte établi, annoté et présenté par Michael Taylor, Mercure de France, Paris 1979, et Gallimard « Poésie » 1986
- Vent des royaumes, ou les voyages de Victor Segalen, trad. Annie Saumont, Seghers, Paris 1983
- Victor Segalen, Steles, The Lapis Press, Santa Monica 1987 (traduction)
- Le Tibet de Marco Polo à Alexandra-David-Néel, trad. Annie Saumont, Office du Livre, Fribourg / Payot, Paris 1985. Édition allemande (Mythos Tibet, trad. Karin Brown, Georg Westermann Verlag, Braunschweig 1988).
- (en) Horace, Odes Book One, The Greenwood Press, San Francisco 1992 (traduction en vers, avec notes et postface)
- (en) Pierre Guyotat, Wanted Female, The Lapis Press, Santa Monica, Californie 1996 (trad. en vers)
- « Translating Horace », in Actes du Deuxième congrès international sur la traduction, Université autonome de Barcelone 1993, repris en français dans la revue Traduire, N° 160, Paris 1994
- « La Chute d'Icare. Odes de Victor Segalen », in Victor Segalen, Paris : Cahiers de l'Herne, novembre 1998.
- Le Nez de Rembrandt, trad. Richard Crevier, Biro éditeur, Paris 2006 et 2011
- (en) Rembrandt’s Nose: of Flesh and Spirit in the Master’s Portraits, DAP, New York 2007
- « Le peintre et le savant : la fabrique des images au siècle d'or de la peinture hollandaise », in Philippe Descola (ed.), La Fabrique des images, Visions du monde et formes de la représentation, Somogy et Musée du Quai Branly, Paris 2010
- Le Mensonge de Vermeer, trad. Richard Crevier, Biro éditeur, Paris 2011. (Traduction espagnole, La mentira de Vermeer, trad. Jaime Blasco, Vaso Roto Ediciones, 2012)
- (en) Horace, The Complete Odes (traduction en vers, Editions Michel Eyquem, San Francisco, à paraître en 2014)
- Poèmes et traductions en vers parus dans Greensleeves (Hanover, New Hampshire), Twenty-One Dartmouth Poems Selected by Richard Eberhart (Hanover : Dartmouth Publications, 1964), Thirty-Two Dartmouth Poems Selected by Richard Eberhart (Hanover : Dartmouth Publications, 1965), Occident (Berkeley), The Berkeley Review, Chile Si! (Berkeley), Paris Voices, Arion (Boston University), Translation (New York : Columbia University), Zyzzyva (San Francisco), Frank (Paris), Open Letter (San Francisco), Horizon (New York)

### Principales traductions en prose
- Christian Metz, Film Language, Oxford University Press, New York 1974 (traduction des Essais sur la signification au cinéma)
- Pierre Nora, America and the French Intellectuals, Dædalus, Cambridge (Massachusetts) 1978
- Pierre Schneider, Matisse, Thames & Hudson, Londres / Rizzoli, New York 1984 (en collaboration avec Bridget Strevens-Romer)
- Florian Rodari, Collage, Pasted, Cut and Torn Papers, Rizzoli, New York 1988
- Pierre-Louis Matthieu, The Symbolist Generation, Skira, Genève / Rizzoli, New York 1990
- Marc Dachy, The Dada Movement 1915-1923, Skira, Genève / Rizzoli, New York 1990
- Bertrand Lorquin, Maillol, Skira, Genève 1995
- Henri Matisse, M.-A. Couturier et L.-B. Rayssiguier, The Vence Chapel, The Archives of a Creation, Menil Foundation, Houston & Skira, Genève 1999
- Jacques Bonnet, Lorenzo Lotto, Nouvelles Editions Biro, Paris 1997
- Pascale Dubus, Domenico Beccafumi, Nouvelles Editions Adam Biro, Paris 1999
- Nicolas Charlet, Yves Klein, Vilo/Adam Biro, 2000
- Florian Rodari, Maxime Préaud, Alain-Madeleine Perdrillat, Palézieux, Meditations in Print, The Rembrandt House Museum, Amsterdam 2000
- Andrei Nakov, Kazimir Malewicz, Catalogue raisonné, Nouvelles Editions Biro, Paris 2002
- Guy Cogeval et Antoine Salomon, Vuillard, Critical Catalogue of Paintings and Pastels, Skira/Wildenstein Institute, 2003. 3 volumes en collaboration avec Mark Hutchinson.
- François Jonquet, Gilbert & George, Intimate Conversations, Phaidon, Londres 2004 (traduction d’entretiens en français, en collaboration avec Mark Hutchinson)
- Joachim Pissarro et Claire Durand-Ruel Snollaerts, Pissarro, Critical Catalogue of Paintings, Skira, Milan / Wildenstein Institute Publications, Paris 2005. 3 volumes en collaboration avec Mark Hutchinson.
- Florian Rodari, From Cézanne to Dubuffet, The Planque Collection, The Jean & Suzanne Planque Foundation, Lausanne (traduction non éditée à ce jour)
- Andrei Nakov, Malevich: Painting the Absolute, 4 vol., Farnham (UK): Lund Humphries, June 2010 (with Helen Knox)
- Florian Rodari, Kosta Alex, Paris: Hazan (distributed by Yale University Press), 2011
- Anselm Kiefer, L'Art survivra à ses ruines (Art Will Survive Its Ruins), Editions du Regard, Paris 2011
- Véronique Serrano, Bonnard and Le Cannet in the Mediterranean Light, Paris : Hazan and Le Cannet: Le Musée Bonnard, 2011 (en collaboration avec Aviva Kakar)